# Marliéria
Marliéria est une municipalité brésilienne de l'État du Minas Gerais. Sa population était estimée à 4 021 habitants en 2010. Elle s'étend sur 546 km2.

## Maires
| Période | Période | Identité             | Étiquette | Qualité |
| ------- | ------- | -------------------- | --------- | ------- |
| 2009    | 2012    | Waldemar Nunes Sousa | PT        |         |